# Rhabdogaster karoo
Rhabdogaster karoo là một loài ruồi trong họ Asilidae. Rhabdogaster karoo được Londt miêu tả năm 2006. Loài này phân bố ở vùng nhiệt đới châu Phi.